# Mars 2012
| Mars 2012 |
| Månader under 2012: Januari · Februari · Mars · April · Maj · Juni · Juli · Augusti · September · Oktober · November · December ← December 2011 · Januari 2013 → |

## Händelser

### 1 mars
- Sauli Niinistö efterträder Tarja Halonen som Finlands president.

### 4 mars
- Vid presidentvalet i Ryssland segrar premiärminister Vladimir Putin med 63 % av rösterna men anklagas för valfusk.[1]
- Minst 15 personer omkom och fler än 50 personer skadades när två tåg kolliderade i staden Szczekociny i Polen.

### 5 mars
- Över 200 personer dödades och fler än 1500 personer skadades när en vapendepå exploderade i staden Brazzaville i Kongo-Brazzaville.

### 7 mars
- Statsminister Fredrik Reinfeldt och sjukvårdslandstingsrådet i Stockholm Filippa Reinfeldt separerar.